# آرمی آو تو: روز چهلم
آرمی آو تو: روز چهلم (به انگلیسی: Army of Two: The 40th Day) سری دوم مجموعه بازی ویدئویی آرمی آو تو می باشد که به سبک تیراندازی سوم شخص است که توسط ای‌اِی ونکوور توسعه یافته و برای پلی‌استیشن ۳ ،پلی‌استیشن همراه و اکس‌باکس ۳۶۰ منتشر شده‌است. شخصیت های اصلی این بازی نیز همانند سری قبل الیوت سالم و تایسون ریوس می باشند که پس از وقایع نسخه قبل بازی به صورت مستقل با آلیس مورای کار می کنند. در این نسخه این گروه تلاش می کنند تا قاچاقچیان اسلحه در شانگهای چین را کشف و به مبارزه با آن ها بپردازند. در بین این داستان آلیس توسط حمله تروریستی در کنسولگری آفریقای جنوبی کشته می شود و ادامه بازی فقط با حضور الیوت و تایسون صورت می گیرد.